# Фројд: Тајна страст
Фројд: Тајна страст (енгл. Freud: The Secret Passion) или једноставно Фројд, је амерички биографски драмски филм из 1962. у режији Џона Хјустона и продукцији Волфганга Рајнхарта. Заснован на животу аустријског неуролога Зигмунда Фројда, главне улоге тумаче Монтгомери Клифт као Фројд и Сузана Јорк као његова пацијентица Сесили Кертнер. Остали чланови глумачке екипе су Лари Паркс, Сузан Конер, Ајлин Херли, Ерик Портман и Дејвид Мекалум. Сценарио су написали Чаркс Кофман и Рајнхарт, са неким елементима из сценарија Жан-Пола Сартра, који је повукао своје име из филма.
Филм је био приказан у Сједињеним Државама од стране Universal-International 12. децембра 1962. и изабран је да се такмичи за Златног медведа у такмичарској секцији на 13. Берлинском међународном филмском фестивалу. Био је номинован за два Оскара и четири Златна глобуса, укључујући најбољи филм - драма и најбољу глумицу у филму - драма за Јорк.

## Заплет
Филм почиње нарацијом у гласу редитеља Џона Хјустона, описујући причу као „Фројдов силазак у регион скоро црн као сам пакао – човеково несвесно – и како је пустио светлост”. Хјустонови гласови се такође појављују на крају филма и замењују Фројдове мисли у неким сценама,
Године 1885. у Бечу, млади доктор Сигмунд Фројд је завршио своју медицинску обуку и нашао се у сукобу са начелником болнице Теодором Мајнертом, посебно у погледу статуса „хистерије“ као психичког поремећаја. Уз охрабрење своје мајке, Фројд одлази у Париз да проучава стање код др Жан-Марин Шаркоа, који је направио неке помаке уз помоћ хипнозе, али још увек није успео да у потпуности излечи своје пацијенте.
Вративши се у Беч, Фројд се жени Мартом Бернајз и поставља праксу, испробавајући Шаркоове технике да излечи различите пацијенте од њихових неуроза. Међутим, он је посебно узнемирен и наведен на узнемирујуће снове када један пацијент, Карл фон Шлосер (Дејвид Мекалум), убоде војничку униформу свог оца и милује женску лутку испод ње. Иако је у искушењу да живи рутински живот као лекар, Фројд се сарађује са другим доктором, Јозефом Бројером, који је постигао одређени напредак тако што је натерао своје пацијенте да причају о својим стањима док су били под хипнозом.
Заједно, Бројер и Фројд лече Сесили Кортнер (измишљени лик који је делимично заснован на Фројдовој пацијенткињи „Ана О“). Када постане очигледно да Сесили сексуално привлачи Бројера, он препушта њен третман Фројду, који се на крају одриче хипнозе и даје јој да препричава своје снове и да слободно асоцира своје речи, сећања и идеје. Сесилина везаност за Бројера преноси се на Фројда, али упркос Мартиној забринутости, он продире кроз различите слојеве Сесилиног несвесног. Фројд такође почиње да испитује сопствене неурозе и снове, доводећи га до концепата дечије сексуалности и Едиповог комплекса, појмова које Бројер није у стању да прихвати.
На предавању другим лекарима и психолозима, Фројдове идеје су примљене са подсмехом, али неколицина људи брани његову спремност да се ослободи старих навика и предрасуда у потрази за истином. Хјустонова нарација завршава „речима уклесаним на храму у Делфима: Упознај себе... Ово знање нам је сада надохват руке. Хоћемо ли га користити? Надајмо се“.

## Историја производње
Године 1958. Џон Хјустон је одлучио да сними филм о животу младог Сигмунда Фројда и замолио је Жан-Пола Сартра да напише резиме пројектованог сценарија. Сартр је поднео синопсис од 95 страница, који је прихваћен, али је касније завршио готов сценарио који би, да је снимљен, трајао пет сати, што је Хјустон сматрао превише дугим. Хјустон је предложио резове, али Сартр је поднео још дужи сценарио од осам сати, правдајући још дужу верзију рекавши: „On peut faire un film de quatre heures s'il s'agit de Ben Hur, mais le public de Texas ne supporterait pas quatre heures de complexes” („Можемо да снимимо филм од четири сата када је у питању Бен Хур, али публика у Тексасу не може издржати четири сата комплекса."). Хјустон и Сартр су се посвађали, а Сартр је повукао своје име из наслова филма. Без обзира на то, многи кључни елементи из Сартровог сценарија опстају у готовом филму, као што је стварање композитног пацијента Сесили, који комбинује карактеристике Фројдових пацијената Ане О, Елизабет фон Р, Доре и других. После Сартрове смрти, његов сценарио је објављен засебно као Фројдов сценарио.

## Позадина
Филм у великој мери сажима догађаје, случајеве и познанства на почетку Фројдове каријере, у распону од његовог рада у бечкој Општој болници под Теодором Мајнертом средином 1880-их, кроз његово истраживање хистерије и теорију завођења заједно са Бројером, па све до његовог развоја теорије инфантилне сексуалности и Едиповог комплекса.
Лик Сесили Кортнер је заснован на бројним раним Фројдовим пацијентима, највише се ослањајући на случај Ане О. али и на Дору и друге. Слично томе, лик Јозефа Бројера и његова менторска и пријатељска улога у Фројдовом животу, како га је приказао Лари Паркс, заправо је комбинација правог Бројера са Вилхелмом Флисом.